# The Syndicats
Vous pouvez aider à l'améliorer ou bien discuter des problèmes sur sa page de discussion.
- Il ne cite pas suffisamment ses sources. Vous pouvez indiquer les passages à sourcer avec {{référence nécessaire}} ou {{Référence souhaitée}}, et inclure les références utiles en les liant aux notes de bas de page. (Marqué depuis avril 2024)
- Certaines informations devraient être mieux reliées aux sources mentionnées dans la bibliographie ou les liens externes. Améliorez sa vérifiabilité en les associant par des références. (Marqué depuis avril 2024)

- Archive Wikiwix
- Bing
- Cairn
- DuckDuckGo
- E. Universalis
- Gallica
- Google
- G. Books
- G. News
- G. Scholar
- Persée
- Qwant
- (zh) Baidu
- (ru) Yandex
- (wd) trouver des œuvres sur Wikidata

The Syndicats était un groupe beat formé en 1963 en Angleterre. Avec Thomas Ladd, remplacé par John Lamb au chant sur leur dernier single On The Horizon, Steve Howe à la guitare et aux chœurs, Kevin Driscoll à la basse et aux chœurs, Jeff Williams à l'orgue et au piano ainsi que John « Truelove » Melton à la batterie. Ce dernier fut remplacé par Paul Holm sur leur dernier single en 1965, On the horizon. C’est le premier groupe de Steve Howe. Quand celui-ci quitte The Syndicats pour rejoindre le groupe The In Crowd en Novembre 1965 qui changera éventuellement de nom pour devenir Tomorrow, il est remplacé à la guitare par Ray Fenwick, ce dernier cédant ensuite sa place à Peter Banks, qui verra lui succéder Steve Howe au sein de Yes en 1970.

## Historique
Leur premier single, paru le 8 avril 1964, est une reprise de Chuck Berry, Maybellene en face A, avec en face B une composition conjointe de Steve Howe et Tom Ladd, True To Me.
Par la suite, ils produisent un deuxième single, avec une reprise de Willie Dixon, Howlin' For My Baby, et en face B, une chanson signée par le groupe au complet (Tell Me) What To Do. Leur troisième et dernier single On the Horizon est une composition de Jerry Leiber & Mike Stoller en face A, avec en face B Crawdaddy Simone un morceau signé par Ray Fenwick et par le pianiste et organiste Jeff Williams. C'est Ray Fenwick qui joue le solo de guitare sur cette chanson, Steve Howe n'apparaissant pas sur cet enregistrement. Crawdaddy Simone sera repris par le groupe The Horrors sur leur EP éponyme publié en 2006.

## Discographie

### Singles
- Maybellene (Chuck Berry) / True To Me (T. Ladd/S. Howe) (8 avril 1964, Columbia DB 7238)
- Howlin' For My Baby (Willie Dixon) / (Tell Me) What To Do (S. Howe/J. Truelove/K. Driscoll/T. Ladd) (Janvier 1965, Columbia DB 7441)
- On the Horizon (Leiber/Stoller) / Crawdaddy Simone (Ray Fenwick/Jeff Williams) (Septembre 1965, Columbia DB 7686)

### Compilations
- Sur la compilation Mothballs Groups & Sessions 64/69 de Steve Howe produite en 2001, on retrouve en plus des singles sus-mentionnés, les chansons Leave My Kitten Alone de Little Willie John/Titus Turner/James McDougal, ainsi que Don't Know What To Do de Steve Howe.
- Sur la plus récente compilation de Steve Howe, Anthology 2 : Groups & Collaborations publiée en 2016, on retrouve les chansons Maybellene et On The Horizon des Syndicats. Et finalement, Ray Fenwick joue avec Steve Howe sur une pièce inédite intitulée Slim Pickings sur cette même compilation, Virgil Howe les accompagnait à la batterie.

## Membres
- Thomas Ladd : chant
- John Lamb : chant
- Steve Howe : guitare
- Ray Fenwick (†) : guitare, mort le 30 avril 2022
- Peter Banks (†) : guitare, mort le 7 mars 2013
- Kevin Driscoll († ): basse, mort le 16 août 1982
- Jeff Williams : orgue et piano
- John Melton : batterie
- Paul Holm : batterie